# (26746) 2001 HW46
2001 إتش دابليو 46 (ويعرف أيضًا باسم (26746) 2001 إتش دابليو 46 وفق تسمية الكوكب الصغير) (بالإنجليزية: 2001 HW46)‏ هو كويكب ضمن حزام الكويكبات؛ وترتيبه 26746 من حيث الاكتشاف.
اكتُشف هذا الجُرم الفلكي بواسطة بحث لنكولن عن الكويكبات القريبة من الأرض في 18 أبريل 2001.

## وصلات خارجية
- (26746) 2001 HW46 في قاعدة بيانات مختبر الدفع النفاث لأجرام النظام الشمسي الصغيرة

- الاكتشاف · مخطط المدار ·  العناصر المدارية · المعلمات المادية

- (26746) 2001 HW46 على موقع ويكي سكاي: DSS2, SDSS, GALEX, IRAS, Hydrogen α, X-Ray, Astrophoto, Sky Map, Articles and images